# Amt Nord-Rügen
Das Amt Nord-Rügen wurde am 1. Januar 2005 aus den ehemaligen Ämtern Jasmund und Wittow gebildet. Der Sitz des neuen Amtes ist die Gemeinde Sagard, im Amt sind acht Gemeinden zur Erledigung ihrer Verwaltungsgeschäfte zusammengeschlossen. Das Amtsgebiet nimmt die Nordwesthälfte der Halbinsel Jasmund, die Nehrung Schaabe sowie die Halbinseln Wittow und Bug ein. Es liegt im Norden der Insel Rügen im Landkreis Vorpommern-Rügen und ist damit das nördlichste Verwaltungsgebiet Mecklenburg-Vorpommerns.

## Beschreibung
Im Amtsbereich liegt das Kap Arkona. In der Nähe befindet sich der nördlichste Punkt von Mecklenburg-Vorpommern (der Findling Siebenschneiderstein vor dem Kap Gellort). Der Südteil der Halbinsel Bug gehört zum Nationalpark Vorpommersche Boddenlandschaft, der Ostteil des Amtsgebietes hat einen Anteil am Nationalpark Jasmund.
Sand- und Steinstrände, Wanderwege, gesunde Luft und die sehr gute Badewasserqualität sind die Hauptargumente für den Tourismus, der in den Gemeinden des Amtes die Hauptrolle spielt. Zu den Magneten zählt der Nationalpark Jasmund, der lange Sandstrand der Schaabe zwischen Glowe und Juliusruh sowie das Schloss Spyker. Daneben spielt auch die Landwirtschaft eine Rolle. Das ehemals militärisch genutzte Gelände südlich von Dranske, der Bug, soll ebenfalls touristisch erschlossen werden.

## Die Gemeinden mit ihren Ortsteilen
- Altenkirchen mit Drewoldke, Gudderitz, Lanckensburg, Mattchow, Schwarbe, Presenske und Zühlitz
- Breege mit Juliusruh, Kammin, Lobkevitz und Schmantevitz
- Dranske mit Bakenberg, Dranske Hof, Gramtitz, Lancken, Nonnevitz und Starrvitz
- Glowe mit Baldereck, Bobbin, Polchow, Ruschvitz und Spyker
- Lohme mit Blandow, Hagen, Nardevitz, Nipmerow und Ranzow
- Putgarten mit Arkona, Fernlüttkevitz, Goor, Nobbin, Varnkevitz, Wollin und Vitt
- Sagard mit Groß Volksitz, Gummanz, Marlow, Neddesitz, Neuhof, Polkvitz und Quatzendorf
- Wiek mit Bohlendorf, Bischofsdorf, Fährhof, Parchow, Wittower Fähre, Woldenitz und Zürkvitz

## Belege
1. ↑  Statistisches Amt M-V – Bevölkerungsstand der Kreise, Ämter und Gemeinden 2023 (XLS-Datei) (Amtliche Einwohnerzahlen in Fortschreibung des Zensus 2011) (Hilfe dazu).